# استفان داربیون
استفان داربیون (انگلیسی: Stéphane Darbion؛ زادهٔ ۲۲ مارس ۱۹۸۴) بازیکن فوتبال اهل فرانسه است.
از باشگاه‌هایی که در آن بازی کرده‌است می‌توان به باشگاه فوتبال آژاکسیو، باشگاه فوتبال نانت، باشگاه فوتبال تروا، و باشگاه ورزشی مون‌پلیه اشاره کرد.